# Moldavische cupon

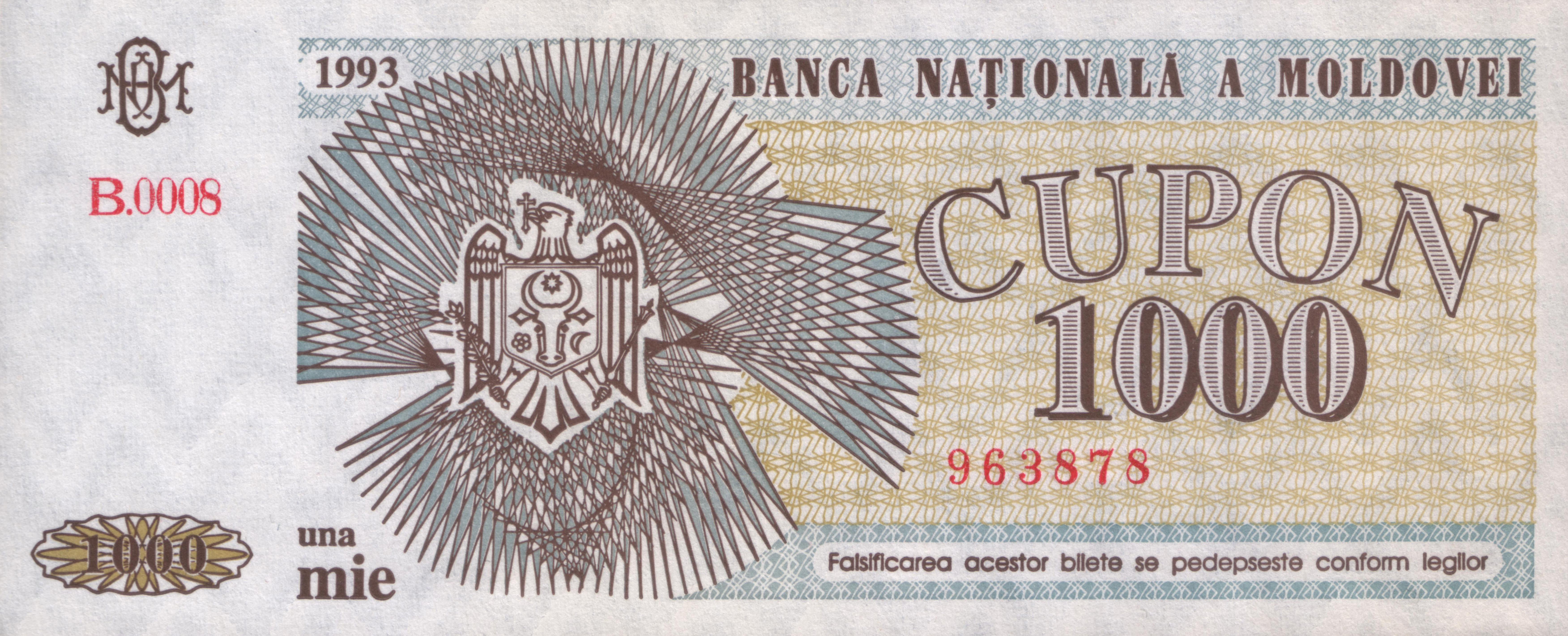
1000 cupon-biljet

De Moldavische cupon was de tijdelijke munteenheid van Moldavië tussen 1992 en 1993. Hij verving de Sovjet-roebel tegen pari en werd vervangen door de Moldavische leu met een koers van 1 leu = 1.000 cupoane. Uitgegeven bankbiljetten omvatten 50, 200, 1.000 en 5.000 cupoane. Het werd alleen in papieren vorm uitgegeven.